# آرثر غيليت
آرثر غيليت (بالإنجليزية: Arthur Gillette)‏ هو جراح أمريكي، ولد في 28 أكتوبر 1863، وتوفي في 21 مارس 1921.